# Сплави срібла

Монета зі стерлінгового срібла

Спла́ви срі́бла або спла́ви на осно́ві срі́бла (англ. silver-based alloys) — сплави, основним компонентом (металом основи) яких є срібло.

## Властивості
Відзначаються високою електропровідністю й теплопровідністю, значною корозійною стійкістю, невеликою твердістю. Сплави є стійкими до окиснення, але є чутливими до впливу сірки та її сполук (стійкість до сірки підвищують добавками магнію, індію, кадмію, цинку або інших елементів). Найпоширенішими є срібло-мідні сплави..

## Класифікація сплавів

### Види сплавів за ДСТУ ГОСТ 6836:2004
Маркування сплавів в Україні за ДСТУ ГОСТ 6836:2004 складається з літер, що означають компоненти сплаву й чисел після літер, які вказують на номінальний вміст компоненти (компонентів) металів у сплаві у відсотках. У стандарті прийняті такі умовні позначення марок сплавів і скорочення: Ср — срібло, Пл — платина, Пд — паладій, М — мідь, Ост. — решта.
Стандарт регламентує такі види сплавів на основі срібла:
- срібно-мідні сплави, наприклад: СрМ 97 (срібло 96,7…97,3 %; решта — мідь); СрМ 91,6; СрМ 80; СрМ 50;
- срібно-платинові сплави, наприклад: СрПл 94-4 (срібло 94,6…95,4 %; платина 3,6…4,4 %);
- срібно-паладієві сплави, наприклад: СрПд 80-20 (срібло 79,6…80,4 %; паладій 19,6…20,4 %)
- срібно-паладієво-мідні сплави, наприклад: СрПдМ 50-30 (срібло 49,2…50,8 %; паладій 29,4…30,6 %; мідь — решта).

### Стерлінгове срібло
Стерлінгове срі́бло (англ. sterling silver) або сте́рлінг  — назва сплаву з 92,5 % й вище срібла та до 7,5 % інших металів, зазвичай міді (срібло 925-ї проби та вище). При додаванні більшої кількості міді срібло втрачає свій блиск, стає схильним до окислення і швидко темніє. Сплав срібла 925-ї проби є своєрідним срібним стандартом.
Стерлінгове срібло має спеціальне маркування, яке наносять на вироби з нього. Можливі варіанти: sterling, sterling silver, ster або .925.

### Срібні припої

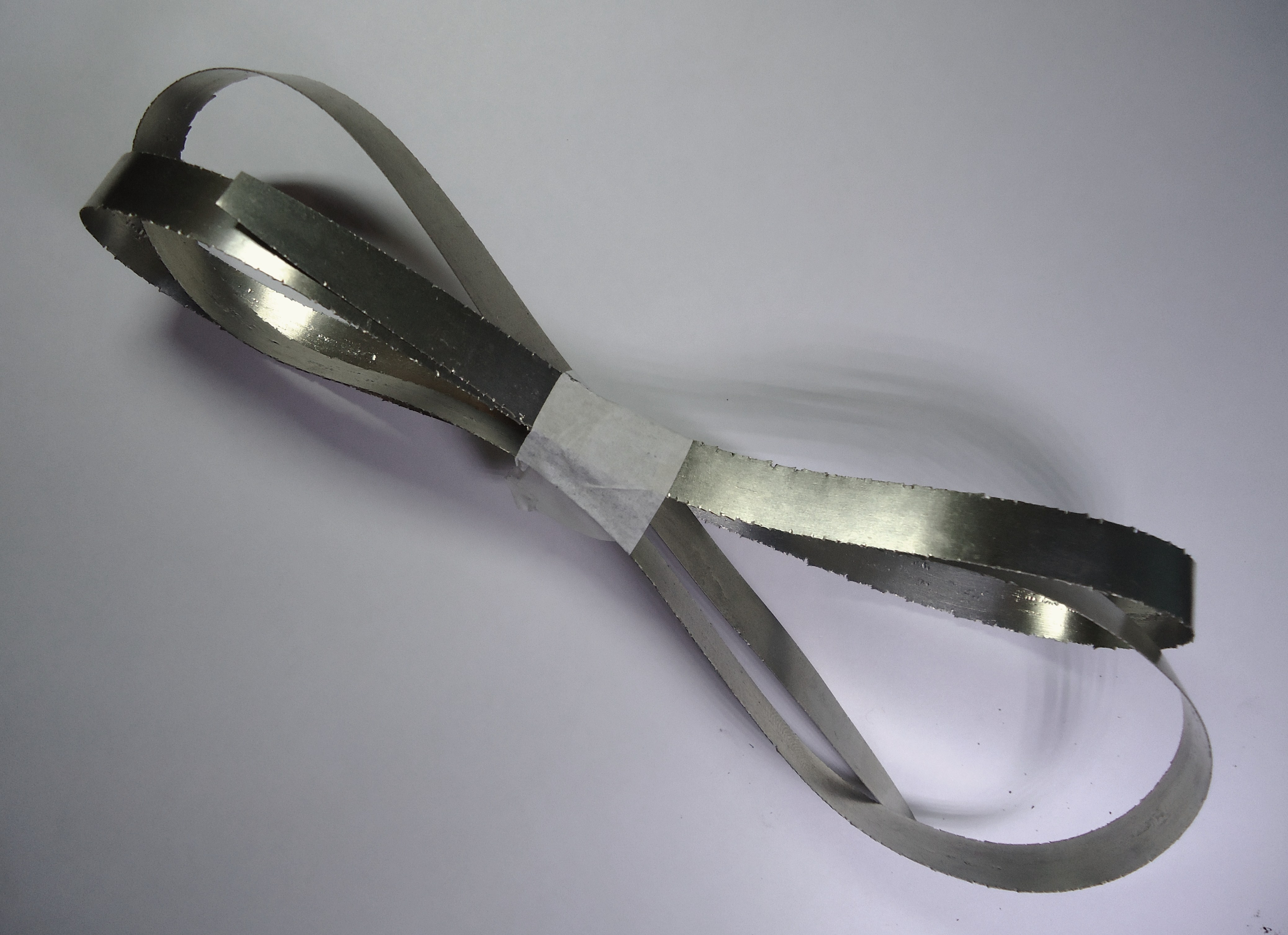
Стрічка для паяння зі сплаву на основі срібла

Сплави на основі срібла використовуються при паянні як припої. За ГОСТ 19738-74 припої маркуються літерно-числовими позначеннями, у яких: П — означає припій, Ср — срібло, Кд — кадмій, Ц — цинк; Су — стибій, М — мідь, Ф — фосфор, О — олово, С — свинець. Число після літер означає вміст срібла у процентах. Наприклад: ПСр 72, ПСр50Кд, ПСрМО 68-27-5 тощо.

## Використання
Із сплавів срібла виготовляють слабкострумові ковзні і розривні електричні контакти (СрМ 97, СрПл 96-4), струни музичних інструментів (СрМ 95), ювелірні вироби (стерлінгове срібло, срібло 960 проби тощо), столові прибори (срібло 800 проби), монети і медалі (стерлінгове срібло), а також напівфабрикати у вигляді листів, стрічок, смуг, фольги, дроту, труб, профілів, литих заготовок тощо.
Сплави срібла використовують як припої при паянні міді, мідних та мідно-нікелевих сплавів, нікелю, ковару, нейзильбера, латуней, бронз тощо.
Для радіотехнічних та інших потреб використовують сплави срібла, що містять метали платинової групи, алюміній, літій, берилій тощо.